# Christoph Abderhalden
Christoph Abderhalden (* 2. März 1954; †  10. März 2013 in Bern) war ein Schweizer Psychiatriepfleger, Pflegewissenschaftler und Direktor für Pflege und Pädagogik der Universitären Psychiatrischen Dienste Bern (UPD). 

## Leben
Christoph Abderhalden wurde als Sohn eines Juristen geboren. Er absolvierte zunächst eine Ausbildung zum Krankenpfleger und liess sich anschliessend als Fachpfleger für Psychiatrie fortbilden. Im Jahre 1976 erwarb er das schweizerische Diplom als Fachkrankenpfleger für Psychiatrie. Es folgten die Weiterbildungen zum Lehrer für Krankenpflege sowie zum Pflegeexperten Höhere Fachausbildung Stufe II mit jeweils erfolgreichem Abschluss im Jahre 1983. 1999 erwarb Abderhalden den akademischen Titel eines Master of Nursing Science an der Rijksuniversiteit Maastricht, Niederlande, nachdem er zuvor einige Semester am WE’G Weiterbildungszentrum für Gesundheitsberufe (heute Careum Weiterbildung) des Schweizerischen Roten Kreuzes in Aarau studiert hatte. Im Jahre 2008 promovierte Christoph Abderhalden ebenfalls an der Rijksuniversiteit Maastricht zum Thema «Gewaltrisiko auf Akutstationen». Nach Tätigkeiten als Psychiatriepfleger in den Kliniken Wil und Herisau arbeitete Abderhalden bis 1998 als Lehrer für Krankenpflege in Herisau und Pflegeexperte in Embrach. Bis zum Jahr 2003 war er Mitarbeiter am WE’G Weiterbildungszentrum für Gesundheitsberufe des Schweizerischen Roten Kreuzes in Aarau. Seit 2003 arbeitete Abderhalden als Leiter der Abteilung Forschung/Entwicklung Pflege und Pädagogik in den Universitären Psychiatrischen Diensten (UPD) in Bern. Am 1. Mai 2010 wurde er zum Direktor dieser Abteilung ernannt. In dieser Funktion war er auch mit der kantonalen Psychiatrieplanung des Kantons Bern betraut. Er wurde zudem Lehrbeauftragter für psychiatrische Pflege der Universität Basel. Christoph Abderhalden verstarb im 60. Lebensjahr an den Folgen eines Krebsleidens. Er hinterliess Ehefrau und Sohn.

## Bedeutung
Christoph Abderhalden war Mitherausgeber eines Lehrbuchs für psychiatrische Pflege. Er gehörte zum Komitee des Dreiländerkongresses Psychiatrische Pflege und betrieb die Vernetzung der europäischen psychiatrischen Pflege als aktives Mitglied der European Violence in Psychiatry Research Group. Er gehörte zum Herausgeberteam der seit 2007 erscheinenden Online-Zeitschrift für Pflegewissenschaft und psychische Gesundheit «zppg.eu». Er war Autor zahlreicher und vielfältiger Veröffentlichungen, so u. a. zu den Themen Aggressionsmanagement in der psychiatrischen Pflege, Bezugspflege und Suizidalität. Er galt als Vordenker für den Einbezug der Betroffenen in die Therapieplanung und Behandlung sowie bei der Ausgestaltung von Recovery, einer Weiterentwicklung des Salutogenese-Ansatzes von Aaron Antonovsky. Abderhalden hat sich für die Etablierung patientenorientierter Pflegesysteme (Bezugspflege, Primary Nursing) eingesetzt. So hat er das Instrument zur Erfassung von Pflegesystemen IzEP mitentwickelt und massgeblich bekannt gemacht. Abderhalden hat, wie auch Hilde Schädle-Deininger, die psychiatrische Pflege im deutschsprachigen Raum massgeblich geprägt. Abderhalden arbeitete eng mit Johann Behrens zusammen, der die psychiatrische Pflege an der Martin-Luther-Universität Halle-Wittenberg entwickelte. Abderhalden stützte sich in seinen Arbeiten auf die Pflegetheorie von Nancy Roper, Winifred Logan und Alison Tierney, die er für die psychiatrische Pflege fruchtbar machte.

## Publikationen
Als Autor:
- Psychiatrische Krankenpflege und Soziotherapie. Überlegungen zum Berufsbild und zur Berufskonzeption der psychiatrischen Krankenpflege. Recom, Basel 1986.
- The systematic Assessment of the short-term risk for patient violence on acute psychiatric wards. University Press, Maastricht 2008 (Dissertation).
- mit Manfred Wolfersdorf: Ist da was schief gelaufen?, in: PsychPflege 2012, 18, 2, S. 62–63, ISSN 0949-1619.
- https://www.thieme-connect.com/products/ejournals/abstract/10.1055/s-2002-33554

Als Herausgeber:
- mit Dorothea Sauter, Ian Needham, Stephan Wolff: Lehrbuch Psychiatrische Pflege. Hans Huber, Bern 2004; 3. Auflage 2011; darin: Christoph Abderhalden: Auffassung von Pflege, S. 43–56, Zusammenarbeit mit Psychiatrie-Erfahrenen und Unterstützung der Selbsthilfe, S. 159–181, Coping, S. 682–696.
- (Mithrsg. der deutschen Ausgabe) Rachel Perkins, Miles Rinaldi: Das Leben wieder in den Griff bekommen. Ein Handbuch zur Planung deiner eigenen Recovery. Universitäre Psychiatrische Dienste, Bern 2010; 4. Auflage 2014.
- mit Sabine Hahn, Ian Needham, Michael Schulz, Susanne Schoppmann, Harald Stefan: «Psychiatrische Pflege vernetzt». Mit Betroffenen und Angehörigen, im Versorgungssystem, in Forschung und Entwicklung, in der Gesellschaft. Vorträge, Workshops und Posterpräsentationen. 8. Dreiländerkongress Pflege in der Psychiatrie in Bern. Universitäre Psychiatrische Dienste, Bern 2011.